# Parque nacional Acadia
El Parque Nacional Acadia (en inglés Acadia National Park) es un parque nacional de los Estados Unidos, ubicado principalmente en la Isla Mount Desert frente a las costas atlánticas de Maine. El parque es administrado por el Servicio de Parques Nacionales de los Estados Unidos. El área incluye montañas, una costa oceánica, bosques y lagos. Además de la isla Mount Desert, el parque incluye la mayor parte de la Isla a lo alto (Isle au Haut), que es una pequeña isla al sudoeste de la isla Mount Desert. También forma parte del parque una porción de la península Schoodic en el continente.

## Historia

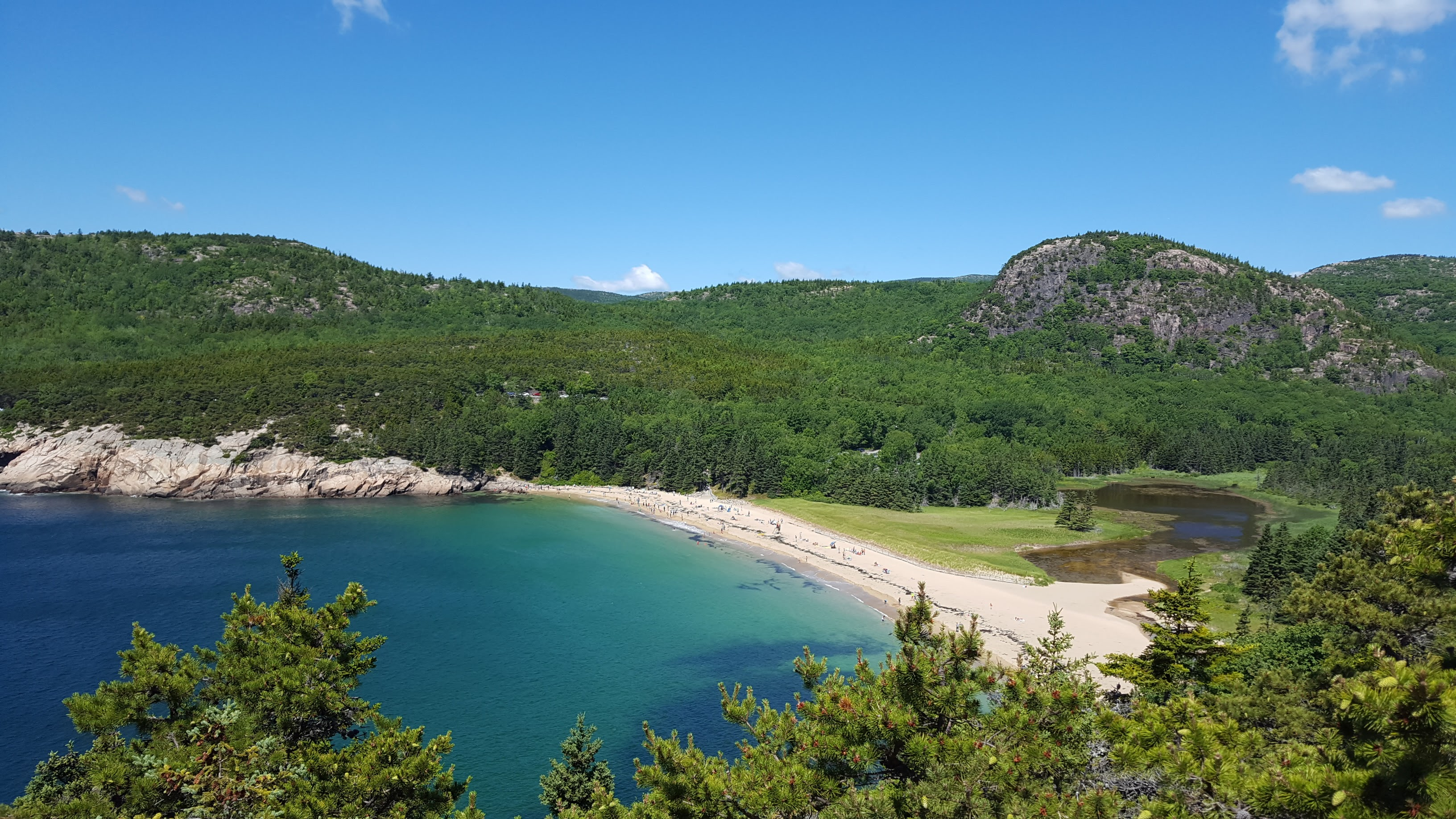
Playa y montaña Beehive.

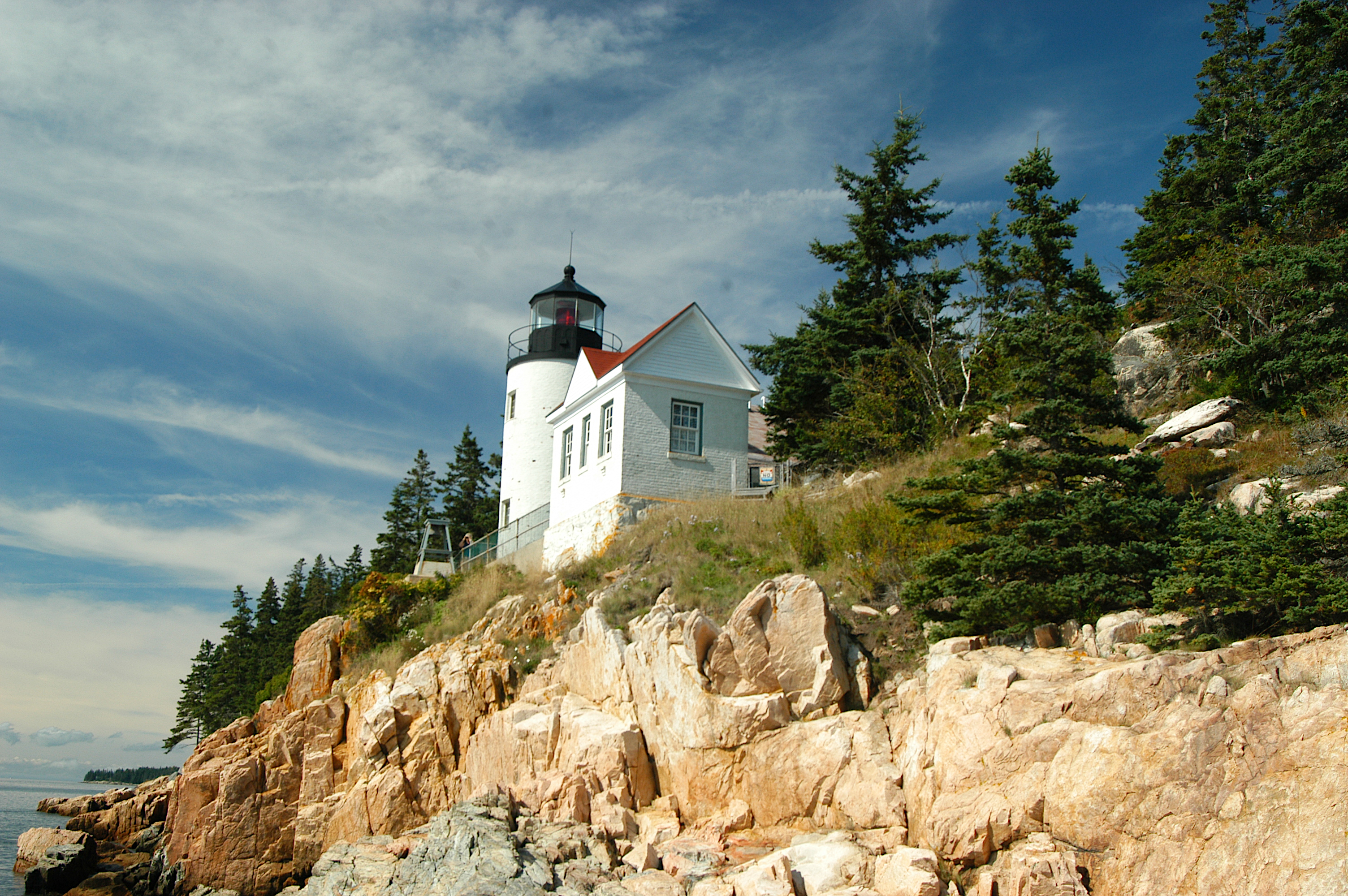
Faro de Puerto Bass.

El parque fue instaurado como Sieur de Monts National Monument el 19 de enero de 1916. El 26 de febrero de 1919, se convirtió en parque nacional, con el nombre de Parque Nacional Lafayette en honor al Marqués de La Fayette, francés que apoyó la  Revolución norteamericana. El nombre del parque fue cambiado por Parque Nacional Acadia en 1929.
El pueblo de Bar Harbor está ubicado en el extremo nordeste de la isla. La montaña Cadillac en la parte este de la isla es un destino turístico famoso debido a que es uno de los primeros lugares en los Estados Unidos donde se ve el amanecer. El parque está dotado de senderos que permiten observar árboles y paisajes.